# 棉花原种场 (潜江市)
棉花原种场是中国湖北省潜江市下辖的一个类似乡级单位。2010年后，国家统计局网站已无数据。

## 行政区划
2010年时，国家统计局网站上，棉花原种场下辖场直社区、太丰垸分场生活区、青龙沟分场生活区、园艺分场生活区、南荷分场村。